# Uglowskoje
Uglowskoje (russisch Угло́вское) ist ein Dorf (selo) in der Region Altai (Russland) mit 4368 Einwohnern (Stand 14. Oktober 2010).

## Geographie
Der Ort liegt etwa 330 km Luftlinie südwestlich des Regionsverwaltungszentrums Barnaul und 70 km westsüdwestlich von Rubzowsk am Nordrand des „Barnauler Bandwaldes“ (Barnaulski lentotschny bor), eines schmalen Waldmassivs, das sich fast völlig geradlinig von Barnaul am Ob über fast 400 km bis fast zum bereits in Kasachstan fließenden Irtysch erstreckt. In seinem südwestlichen Teil, so auch bei Uglowskoje, ist dieses Kiefernwaldgebiet bereits relativ trocken und unter anderem von Sanddünen geprägt. Nordwestlich von Uglowskoje bis zum nächsten, parallel verlaufenden Bandwald zieht sich ein schmaler, landwirtschaftlich genutzter Steppenstreifen (genannt Uskaja step, „Schmale Steppe“) mit einigen kleineren Salz- beziehungsweise Natronseen.
Uglowskoje ist Verwaltungssitz des Rajons Uglowski sowie Sitz der Landgemeinde Uglowski selsowet, zu der neben dem Dorf Uglowskoje noch die Siedlung Nowouglowski gehört.

## Geschichte
Das Dorf wurde 1864 gegründet. Seit 1924 ist Uglowskoje Zentrum eines Rajons.

### Bevölkerungsentwicklung
| Jahr | Einwohner |
| ---- | --------- |
| 1959 | 2834      |
| 1970 | 3003      |
| 1979 | 3647      |
| 1989 | 4076      |
| 2002 | 4781      |
| 2010 | 4368      |

Anmerkung: Volkszählungsdaten

## Verkehr
Durch Uglowskoje führt die Straße, die entlang der Grenze zu Kasachstan von Rubzowsk (an der von Nowoaltaisk über Barnaul kommenden Fernstraße A349) in das nordwestlich benachbarte Rajonzentrum Michailowskoje und weiter in Richtung Kulunda – Slawgorod verläuft.
In den 1970er-Jahren wurde die 1944 eröffnete Eisenbahnstrecke Kulunda – Malinowoje Osero bis Lokot an der früheren Turksib südwestlich von Rubzowsk verlängert und 1980 provisorisch in Betrieb genommen, und an dieser die 12 km nordwestlich von Uglowskoje gelegene Station Nowouglowskaja mit der Siedlung Nowouglowski („Neu-Uglowski“). Die endgültige Fertigstellung der Strecke unterblieb jedoch, und nach dem Zerfall der Sowjetunion wurde der Betrieb zunächst auf dem Streckenabschnitt Nowouglowskaja – Lokot eingestellt und dieser 2004 abgebaut. Nach 2007 wurde auch der Abschnitt Malinowoje Osero – Nowouglowskaja stillgelegt und abgebaut, sodass Uglowskoje heute wieder ohne Bahnanschluss ist.